# Haliclona madagascarensis
Haliclona madagascarensis är en svampdjursart som beskrevs av Vacelet, Vasseur och Claude Lévi 1976. Haliclona madagascarensis ingår i släktet Haliclona och familjen Chalinidae.
Artens utbredningsområde är Madagaskar. Inga underarter finns listade i Catalogue of Life.